# Сад изящных слов
«Сад изящных слов» (яп. 言の葉の庭 котоноха но нива) — полнометражный драматический анимационный фильм, срежиссированный по собственному оригинальному сценарию Макото Синкаем и снятый студией CoMix Wave Films. Премьера фильма состоялась 28 апреля 2013 года на кинофестивале «Золотой берег» в Австралии. Фильм вышел в прокат на территории Японии 31 мая 2013 года. В честь этого события на канале Nippon Television во время трансляции предыдущей работы Синкая — «За облаками» — был показан пятиминутный трейлер нового фильма. В 2023 году в Лондоне и Токио состоялась одноимённая театральная постановка.

## Сюжет
Такао — 15-летний школьник, мечтающий в будущем стать дизайнером обуви. В дождливые дни он пропускает занятия в школе и вместо них рисует наброски обуви в саду. Однажды, прогуливая школу, Такао встречает загадочную женщину по имени Юкино, которая выглядит старше него. После этой встречи Юкино и Такао ещё не раз встречались в саду и беседовали, но лишь в дождливые дни. Вскоре они стали друг другу чуть ближе, чем просто знакомые, но сезон дождей заканчивается.

## Роли озвучивали
| Актёр           | Роль                             |
| --------------- | -------------------------------- |
| Мию Ирино       | Такао Акидзуки                   |
| Кана Ханадзава  | Юкари Юкино                      |
| Фуми Хирано     | мать Такао                       |
| Такэси Маэда    | Сёта Акидзуки                    |
| Юка Тэрасаки    | Рика Тэрамото                    |
| Сугуру Иноуэ    | Мацумото                         |
| Мэгуми Хан      | Сато                             |
| Микако Комацу   | Аидзава                          |
| Риса Мидзуно    | ведущая новостей                 |
| Таиси Мурата    | студент, ведущий прогноза погоды |
| Таканори Хосино | Иори                             |
| Ватару Сэкинэ   | Такао Акидзуки (в детстве)       |
| Юки Хаяси       | Морияма                          |

Такао (камео) и Юкари появились также в фильме «Твоё имя».

## Создание
Макото Синкай выступил в качестве режиссёра, сценариста, также он отвечал за раскадровку и ключевую анимацию. Хироси Такигути был арт-директором, а Кэнъити Цутия — режиссёром анимации и дизайнером персонажей.
Производство аниме заняло полгода, оно началось с фотографирования парка Синдзюку-гёэн, по которым была нарисована раскадровка. Фоны, используемые в фильме, в основном базируются на фотографиях, сделанных в этом парке. После землетрясения в марте 2011 года, Синкай осознал, что однажды его любимый парк может быть разрушен и решил увековечить его в своем аниме.
В своей работе он решил донести до зрителя традиционно японское восприятие слова «любовь» — 恋 (яп. кой), в значении «одинокая грусть». Синкай также замечает, что современная интерпретация 愛 (яп. ай) была позаимствована с Запада. Хотя действие происходит в XXI веке, «кой» представляет собой сочетание двух других иероглифов, символизирующих одиночество и печаль, что приводит к несчастливому финалу в любви.

## Выпуск
Мировая премьера состоялась 28 апреля 2013 года на Gold Coast Film Festival. Фильм вышел в Японии на Blu-ray вместе с саундтреком 21 июня 2013 года и получил 9 место в чарте Oricon.
DVD Talk в обзоре Blu-ray, выпущенном Sentai Filmworks в 2013 году, назвал фильм визуально захватывающим. «Сад изящных слов» во многом похож на работы Studio Ghibli, в частности, «Шёпот сердца», который Синкай упоминает в комментариях к изданию. Подчёркивается, что большинство американцев вряд ли догадаются, что лёгкая и неуместная поп-песня в конце на самом деле является ремейком японской композиции 1980-х годов. Городской пейзаж изящно прорисован, красиво показаны повседневная жизнь и смена времён года. Это достигается благодаря сочетанию рисованной анимации, ротоскопирования и эффектов CGI, которые используются в сценах дождя. Образы в цифровом формате были перенесены на диск без потерь. Изображение в высоком разрешении при соотношении сторон 16:9 выглядит фантастически во всех отношениях — яркие цвета, сочные и глубокие тёмные оттенки, «кристальные» блики. Можно оспорить единственную вещь — что по сравнению с этим большинство игровых фильмов выглядят слабо. Звук представлен в превосходном качестве и доступен в 5.1 — оригинальном японском варианте и профессиональном английском дубляже. Микс объёмный, с чёткими диалогами в центральном канале и тщательно проработанными атмосферными звуковыми эффектами по краям, особенно заметными во время ливня. Созерцательный саундтрек Дайсукэ Касивы также гармонично сочетается с остальным звучанием. Дополнительных материалов множество: интервью с режиссёром, сэйю Мию Ирино и Каной Ханадзавой под фортепианную музыку на заднем плане, детали производственного процесса, комментарии Синкая на японском языке, большое количество лишних похвал Ханадзаве, отдельно записанное выступление американских актёров Патрика Пула и Мэгги Флекно, раскадровки, кадры из киноверсии, ранний вариант сценария. Английские субтитры здесь отсутствуют. Кроме того, есть фотографии записи дубляжа в США (у рецензента возник вопрос, действительно ли фанаты аниме требуют этого?), фрагменты предыдущих работ Синкая, один японский и шесть трейлеров Sentai Filmworks. В итоге релиз получил оценку «настоятельно рекомендуется».
28 августа 2013 года компания Reanimedia объявила о приобретении лицензии на выпуск фильма в России. На дисках аниме в России было выпущено 16 сентября 2014 года. Прокатное удостоверение первоначально было выдано с возрастной категорией 12+, но в 2024 году было изменено на 18+ — запрещено для детей. Кинопрокат прошёл с 27 марта 2025 года, дистрибьютором выступила компания «Иноекино».
В 2023 году Anime Limited презентовала коллекционную версию «Сада изящных слов», включавшую Blu-ray и CD в стилбуке и продававшуюся ограниченным тиражом.

## Музыка
Дайсукэ Касива заменил композитора Тэммона в этом фильме. Песни исполняют Нориюки Макихара и Мотохиро Хата.
| №  | Название                       | Длительность |
| -- | ------------------------------ | ------------ |
| 1. | «A Rainy Morning ~Main Title~» | 0:50         |
| 2. | «Greenery Rain»                | 3:01         |
| 3. | «Rain Of Recollection»         | 1:08         |
| 4. | «While Hearing Sound Of Rain»  | 1:43         |
| 5. | «A Silent Summer»              | 4:09         |
| 6. | «The Afternoon Of Rainy day»   | 3:06         |
| 7. | «A Rainy Morning ~Epilogue~»   | 0:45         |

Музыка, аранжировка, фортепиано, запись и сведение — Дайсукэ Касива, виолончель — Сэйгэн Токудзава, скрипка — Мио Окамура, запись — Тэцуя Ямамото, Studio FLAT / Meguro Soko.
| №  | Название                   | Длительность |
| -- | -------------------------- | ------------ |
| 1. | «Kotonoha»                 | 5:04         |
| 2. | «Rain»                     | 4:53         |
| 3. | «Girl (Remix)»             | 4:28         |
| 4. | «Kotonoha (Backing Track)» | 5:09         |
| 5. | «Rain (Long Ver.)»         | 7:27         |

Музыка, слова, аранжировка, акустическая и электрогитара, вокал, хор — Мотохиро Хата, кроме «Rain»: музыка и слова — Сэнри Ооэ, аранжировка — Макото Минагава, ремикс «Girl» — Tomita Lab (Кэйити Томита); барабаны и тамбурин — Нориясу «Касукэ» Кавамура, бас — Тацуя Касима и Хиро Ямагути, акустическая и электрогитара — Котаро Кубота, электрогитара — Юкио Нагоси, фортепиано, электропиано Wurlitzer и синтезатор — Макото Минагава, струнные — группа Мио Окамура, запись и сведение — Тосихиро Ватанабэ, Хироси Хиранума (prime sound studio form, Токио), Кэйити Томита (Tomita Lab Studio), мастеринг — Стивен Маркуссен (Marcussen Mastering, Голливуд).
Сингл занял 11 место в чарте Oricon. Выпущен в двух версиях: ограниченное издание CD + DVD и обычное.

## Критика
Борис Иванов из редакции сайта Hi-Fi.ru поместил «Сад изящных слов» на 77 позицию среди 100 лучших аниме за всю историю кино.
T.H.E.M. Anime поставил 4 звезды из 5. Художественное исполнение захватывающее, что в значительной степени, хотя и не полностью, скрывает недостатки. Фоны одни из самых красивых, когда-либо увиденных рецензентом. Детализация сделана с любовью, есть традиционная анимация, компьютерная графика (например, капли дождя на асфальте) и ротоскопирование. Япония выглядит красиво, городские пейзажи смотрятся чудесно. Что касается парка, где встречаются Такао и Юкари, то он похож на Нарнию, только здесь всё намного ярче. «Сад изящных слов» использует ab initio и достоин восхищения, в отличие от своего сценария. Название ироничное: школьник и учительница мало разговаривают в первый раз, а в следующих свиданиях зрители не слышат их диалогов. В последней сцене в квартире на самом деле вырезан материал, который доступен в комментариях режиссёра к видео. Самые важные слова Юкари не произносит. По словам Синкая, она ужасная женщина, потому что утаивает правду и убивает отношения, подводя беднягу Такао к обрыву. У неё ситуационная депрессия и конверсионное расстройство. В самом эротическом эпизоде, каким его считает Синкай, она предлагает парню ту часть тела, которую он больше всего хочет, — прекрасную ступню. Такао мечтает стать сапожником, что сегодня является довольно странным. Заключительная песня авторства Сэнри Ооэ, написанная в 1988 году, в исполнении Мотохиро Хаты хорошо подходит фильму и самому Синкаю очень понравилась. Но сюжет кажется неотшлифованным черновиком неопытного писателя, который не совсем уверен, что с ним делать. Фильм длится всего 46 минут, ему явно нужно больше времени, час или более. Если и была развязка, то она вышла неудовлетворительной. Также рекомендуются Maison Ikkoku, Natsuyuki Rendezvous и «Пять сантиметров в секунду».
Film.ru оценил фильм на 8 из 10 баллов. Одиночество и взросление, первая любовь, ностальгия по юности и давним привязанностям, кошка в кадре — приметы каждого произведения Синкая. «Сад изящных слов», вероятно, самое зрелое и зрелищное аниме режиссёра, несмотря на хронологию фильмографии и «полное отсутствие фантастических коллизий». Автор умещает концепцию в 46-минутный формат, впервые выводит взрослого со второстепенных ролей и радикально совершенствует подход к изображению. В отличие от «Пяти сантиметров в секунду» комбинация ротоскопирования и традиционной анимации с CGI производит абсолютно другое воздействие. Часто идёт дождь, наполняющий экран бликами и отблесками, всё строится на отражениях. Небо не всегда скрыто тучами — сквозь листву пробиваются солнечные лучи, сравнимые с эффектом коморэби. Синкай заимствует визуальные приемы из кино: панорамирование, чередование статики и быстрого монтажа, таймлапсов и ручной камеры. Для него характерно скрупулезное внимание к деталям, чаще к обыденным, абсолютно повседневным вещам: в кадре появляются кипящий чайник, крем для рук L’Occitane, книги Антуана де Сент-Экзюпери и Нацумэ Сосэки, тамагояки и туфли Diana, взятые из дебютных короткометражных работ Синкая. Это придаёт достоверность не только изображениям, но и истории, которая без визуальной части раскрыла бы схематичность и несостоятельность. Обозреватель считает, что пересказать сюжет, сохранив заложенные смыслы, почти невозможно — «нарративная составляющая бедна и выдыхается на полуслове», финал остаётся открытым. Природные явления олицетворяют внутреннее состояние персонажей, но наоборот — дождь символизирует радость, а солнце — грусть. Незначительные детали служат пониманию характеров героев и способствуют неизбежной идентификации с ними. Для полноты картины недостаточно одних только изящных слов. Потому что у режиссёра представлены живые, самые обычные люди, «которые через взаимодействие и выстраивание отношений друг с другом растут над собой, отпускают прошлое и учатся заново — или только впервые — крепко стоять на ногах. И неважно, сколько кому лет и пойдёт ли сегодня дождь».

## Награды
В 2013 году «Сад изящных слов» получил премию Animation Kobe за лучший кинотеатральный фильм, тогда же на международном кинофестивале «Фантазия» был вручён приз имени Сатоси Кона за достижения в анимации (вместе с «Берсерк. Золотой век: Фильм III. Сошествие»), кроме того, выбор жюри Japan Media Arts Festival. В 2014 году работа Синкая выиграла премию AniMovie на международном фестивале анимационных фильмов в Штутгарте.